# Joana Benedek
Roxana Joana Benedek Godeanu (Bucarest, 21 de enero de 1972) es una  exmodelo y ex actriz rumanomexicana. 
Antes de vivir en México, se mudó de su país natal a Venezuela para continuar con sus estudios, pero luego los abandonó para trabajar como modelo e interpretar varios personajes de telenovela. En 1997 firmó un contrato con una prestigiosa empresa de cosméticos en la ciudad de Nueva York. Durante su estancia en la ciudad decidió estudiar actuación en la Academia de Susan Grace.
Posteriormente fue descubierta por un productor mexicano, con quien inició su carrera como actriz de telenovelas mexicanas. Sirena (1993), Ángela (1998), Amigas y rivales (2001) y Destilando amor (2007) son algunos de los melodramas en los que ha participado la actriz.

## Biografía y carrera
Nacida y criada en su ciudad natal. A muy temprana edad, Benedek tuvo que abandonar su tierra natal para irse a Venezuela y buscar nuevas oportunidades de trabajo. En Caracas, continuo con sus estudios, pero tuvo que abandonarlos ya que comenzó a trabajar como modelo, para después entrar al mundo de la televisión con un proyecto que duró 18 meses al aire y que llevaba el nombre de Pecado de Amor.
En 1997 fue la imagen de una prestigiada marca de cosméticos en Nueva York. Durante su estancia en la ciudad de estudió arte dramático en la academia de Susan Grace.
Posteriormente, fue invitada a participar en una telenovela en Estados Unidos, y tiempo después condujo una sección de los Premios Lo Nuestro, lo cual le trajo buena suerte ya que varios productores mexicanos se comenzaron a fijar en su talento.
Ha hecho apariciones en la lucha libre como referí invitada, usualmente en la Arena Coliseo en Monterrey.
Se retiró de la actuación en 2012 y, tiempo después, abrió su propio canal de YouTube (además de compartirlos también por Instagram) donde toca temas espirituales y de relajación personal.
En noviembre de 2022, contrajo matrimonio con Javier Vargas en una ceremonia en la Catedral Ortodoxa de San Pedro y San Pablo, en Huixquilucan, Estado de México.

## Trayectoria

### Telenovelas
- Dos hogares (2011) - Yolanda Rivapalacio[4]
- Hasta que el dinero nos separe (2009-2010) - Marian Celeste
- Destilando amor (2007) - Pamela Torreblanca[5][6]
- La fea más bella (2006-2007) - Cristina
- Barrera de amor (2005-2006) - Leonela
- De pocas, pocas pulgas (2003) - Renée de Lastra
- Amigas y rivales (2001) - Roxana Brito De la O / Carolina Vallejo
- Mujeres engañadas (1999-2000) - Johana Sierra
- Ángela (1998-1999) - Catalina Lizárraga
- Pecado de Amor (1996) - Rosalía Álamo
- Cruz de nadie (1994) - Cynara
- Sirena (1993) - Johana "La Divina"
- Piel (1992) - Sandra
- Rubí rebelde (1989) - Zoraida

### Programas
- Premios TVyNovelas (2006) - Conductora
- Don Francisco presenta (2004) - Invitada
- Big Brother VIP (2004) - Participante
- La guerra de los sexos (2002) - Concursante

### Cine
- Revelion Magic (2008) - Ella misma

### Teatro
- Quimera de alas ardientes (2007)

## Premios y nominaciones

### Premios TVyNovelas
| Año  | Categoría               | Telenovela       | Resultado |
| ---- | ----------------------- | ---------------- | --------- |
| 2002 | Mejor actriz antagónica | Amigas y rivales | Nominada  |